# Regierung de Maizière
Die Regierung des DDR-Ministerpräsidenten Lothar de Maizière war die erste frei gewählte und gleichzeitig letzte Regierung der DDR. Die Regierungsbildung war die Folge der Volkskammerwahl am 18. März 1990. Die Regierungszeit endete im Rahmen der deutschen Wiedervereinigung mit dem Beitritt der DDR zur Bundesrepublik Deutschland am 3. Oktober 1990.

## Regierungsbildung

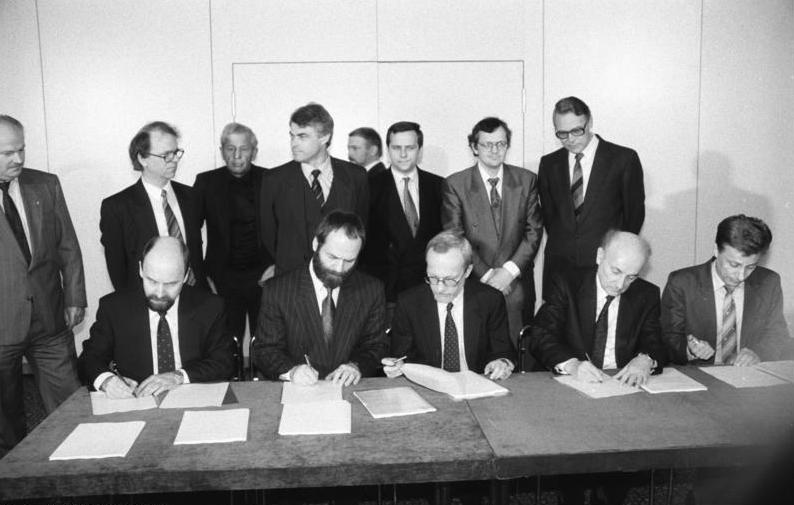
Unterzeichnung der Koalitionsvereinbarung am 12. April 1990

Als Ergebnis der Volkskammerwahl bildete der CDU-Spitzenkandidat Lothar de Maizière eine Koalitionsregierung, bestehend aus:
- dem Wahlbündnis (ohne eine gemeinsame Liste) Allianz für Deutschland, das aus der ehemaligen DDR-Blockpartei Christlich-Demokratische Union Deutschlands (CDU) und den neugegründeten Parteien Deutsche Soziale Union (DSU) und Demokratischer Aufbruch (DA) bestand
- der neu gegründeten Sozialdemokratischen Partei in der DDR
- dem Wahlbündnis (mit einer gemeinsamen Liste) Bund Freier Demokraten, das aus DFP, LDP und F.D.P. bestand.

## Abstimmung in der Volkskammer
| Wahlgang    | Kandidat                                                        | Kandidat                 | Stimmen    | Stimmenzahl | Anteil | Koalitionspartei(en) | Koalitionspartei(en) | Koalitionspartei(en) | Koalitionspartei(en) | Koalitionspartei(en)  |
| ----------- | --------------------------------------------------------------- | ------------------------ | ---------- | ----------- | ------ | -------------------- | -------------------- | -------------------- | -------------------- | --------------------- |
| 1. Wahlgang |                                                                 | Lothar de Maizière (CDU) | Ja-Stimmen | 265         | 66,3 % |                      |                      |                      |                      | CDU/DA, DSU, SPD, BFD |
| 1. Wahlgang | Nein-Stimmen                                                    | Lothar de Maizière (CDU) | 108        | 27,0 %      |        |                      |                      |                      |                      | CDU/DA, DSU, SPD, BFD |
| 1. Wahlgang | Enthaltungen                                                    | Lothar de Maizière (CDU) | 9          | 2,2 %       |        |                      |                      |                      |                      | CDU/DA, DSU, SPD, BFD |
| 1. Wahlgang | nicht abgegeben / ungültig                                      | Lothar de Maizière (CDU) | 18         | 4,5 %       |        |                      |                      |                      |                      | CDU/DA, DSU, SPD, BFD |
| 1. Wahlgang | Damit wurde Lothar de Maizière zum Ministerpräsidenten gewählt. | Lothar de Maizière (CDU) |            |             |        |                      |                      |                      |                      |                       |

Die Abgeordneten bestätigten danach en bloc auch sein Kabinett:
| Wahlgang    | Kandidat                                       | Kandidat | Kandidat | Kandidat | Kandidat                                     | Stimmen    | Stimmenzahl | Anteil | Koalitionspartei(en) | Koalitionspartei(en) | Koalitionspartei(en) | Koalitionspartei(en) | Koalitionspartei(en)  |
| ----------- | ---------------------------------------------- | -------- | -------- | -------- | -------------------------------------------- | ---------- | ----------- | ------ | -------------------- | -------------------- | -------------------- | -------------------- | --------------------- |
| 1. Wahlgang |                                                |          |          |          | Ministerrat en bloc alle Mitglieder zusammen | Ja-Stimmen | 247         | 61,8 % |                      |                      |                      |                      | CDU/DA, DSU, SPD, BFD |
| 1. Wahlgang | Nein-Stimmen                                   | 109      | 27,2 %   |          | Ministerrat en bloc alle Mitglieder zusammen |            |             |        |                      |                      |                      |                      | CDU/DA, DSU, SPD, BFD |
| 1. Wahlgang | Enthaltungen                                   | 23       | 5,8 %    |          | Ministerrat en bloc alle Mitglieder zusammen |            |             |        |                      |                      |                      |                      | CDU/DA, DSU, SPD, BFD |
| 1. Wahlgang | nicht abgegeben / ungültig                     | 21       | 5,2 %    |          | Ministerrat en bloc alle Mitglieder zusammen |            |             |        |                      |                      |                      |                      | CDU/DA, DSU, SPD, BFD |
| 1. Wahlgang | Damit wurde der Ministerrat en bloc bestätigt. |          |          |          | Ministerrat en bloc alle Mitglieder zusammen |            |             |        |                      |                      |                      |                      |                       |

## Regierungsmitglieder
| Amt                                                           | Foto | Name                               | Partei | Partei                                                                   | Parlamentarischer Staatssekretär bzw. Staatssekretär |
| ------------------------------------------------------------- | ---- | ---------------------------------- | ------ | ------------------------------------------------------------------------ | --- |
| Ministerpräsident                                             |      | Lothar de Maizière                 |        | CDU                                                                      | Günther Krause (CDU) |
| Stellvertreter des Ministerpräsidenten Innere Angelegenheiten |      | Peter-Michael Diestel              |        | DSU ab 30. Juni 1990: parteilos ab 3. August 1990: CDU                   | Peter Müller (Parteilos) Eberhard Stief (BFD) |
| Auswärtige Angelegenheiten                                    |      | Markus Meckel                      |        | SPD                                                                      | Frank Tiesler (DSU) Hans-Jürgen Misselwitz (SPD) Helmut Domke (Parteilos)                                                                                  |
| Regionale und Kommunale Angelegenheiten                       |      | Manfred Preiß                      |        | BFD                                                                      | Jürgen Klingbeil (CDU) |
| Wirtschaft                                                    |      | Gerhard Pohl bis 16. August 1990   |        | CDU                                                                      | Stefan Körber (SPD) Martin Dube (DA) Gunter Halm (BFD) Dieter Prietzel (Parteilos)                                                                         |
| Finanzen                                                      |      | Walter Romberg bis 16. August 1990 |        | SPD                                                                      | Dieter Rudorf (SPD) Werner Skowron (CDU) Martin Maaßen (BFD) Walter Siegert (Parteilos)                                                                    |
| Handel und Tourismus                                          |      | Sybille Reider                     | SPD    | Werner Jurich (Parteilos) Bruno Benthien (BFD)                           | |
| Justiz                                                        |      | Kurt Wünsche bis 16. August 1990   |        | BFD ab 3. Juli 1990: parteilos                                           | Rolf Schwanitz (SPD) Reinhard Nissel (BFD) Manfred Walther (CDU)                                                                                           |
| Ernährung, Land- und Forstwirtschaft                          |      | Peter Pollack bis 16. August 1990  |        | Parteilos (SPD-Vorschlag)                                                | Peter Kauffold (SPD) bis 16. August 1990 Michael Heinemann (CDU) Dieter Schwarze (DSU)                                                                     |
| Ernährung, Land- und Forstwirtschaft                          |      | Peter Kauffold ab 16. August 1990  |        | SPD                                                                      | Peter Kauffold (SPD) bis 16. August 1990 Michael Heinemann (CDU) Dieter Schwarze (DSU)                                                                     |
| Arbeit und Soziales                                           |      | Regine Hildebrandt                 | SPD    | Alwin Ziel (SPD) Horst Kinitz (Parteilos) Fritz-Klaus Kochan (Parteilos) | |
| Abrüstung und Verteidigung                                    |      | Rainer Eppelmann                   |        | DA                                                                       | Bertram Wieczorek (CDU) Frank Marczinek (Parteilos) Werner E. Ablaß (DA)                                                                                   |
| Jugend und Sport                                              |      | Cordula Schubert                   | CDU    | Horst Iske (SPD) Burkhard Eisoldt (CDU)                                  | |
| Familie und Frauen                                            |      | Christa Schmidt                    | CDU    | Hans Geisler (DA) Helga Kreft (CDU)                                      | |
| Gesundheitswesen                                              |      | Jürgen Kleditzsch                  | CDU    | Thomas Schmidt (DSU) Horst Schönfelder (CDU)                             | |
| Verkehr                                                       |      | Horst Gibtner                      | CDU    | Manfred Dott (DSU) Bernd Rohde (CDU) Bernward Rechel (CDU)               | |
| Umwelt, Naturschutz, Energie und Reaktorsicherheit            |      | Karl-Hermann Steinberg             | CDU    | Gerhard Behrendt (SPD) Uwe Pautz (Parteilos) Winfried Pickart (CDU)      | |
| Post- und Fernmeldewesen                                      |      | Emil Schnell                       |        | SPD                                                                      | Hans-Jürgen Niehof (BFD) Klaus Wolf (CDU) Jürgen Liepe (Parteilos)                                                                                         |
| Bauwesen, Städtebau und Wohnungswirtschaft                    |      | Axel Viehweger                     |        | BFD                                                                      | Michael Bräuer (Parteilos) Franz-Josef Glotzbach (CDU) |
| Forschung und Technik                                         |      | Frank Terpe                        |        | SPD                                                                      | Ernst-Hinrich Weber (CDU) Dieter Pötschke (SPD) Klaus Stubenrauch (Parteilos)                                                                              |
| Bildung und Wissenschaft                                      |      | Hans Joachim Meyer                 |        | Parteilos (CDU-Vorschlag)                                                | Ekkehard Schwerin (Parteilos) Klaus Achtel (CDU) Dieter Reiher (Parteilos) Rainer Jork (CDU)                                                               |
| Kultur                                                        |      | Herbert Schirmer                   |        | CDU                                                                      | Udo Bartsch (CDU) Gabriele Muschter (Parteilos) |
| Medienpolitik                                                 |      | Gottfried Müller                   | CDU    | Horst Schulz (CDU) Manfred Becker (SPD)                                  | |
| Wirtschaftliche Zusammenarbeit                                |      | Hans-Wilhelm Ebeling               |        | DSU ab 2. Juli 1990: CDU                                                 | Oswald Wutzke (DA/CDU) Wolf-Dieter Graewe (Parteilos) |
| Amt des Ministerpräsidenten                                   |      | Klaus Reichenbach                  |        | CDU                                                                      | Lothar Moritz (CDU) Gottfried Klepel (CDU) Petra Erler (Parteilos) Almuth Berger (Parteilos) Ausländerbeauftragte Matthias Gehler (CDU) Regierungssprecher |

- Stellvertretende Regierungssprecherin: Angela Merkel

## Koalitionsbruch
Am 24. Juli 1990 trat der Bund Freier Demokraten (Die Liberalen) aus der Koalitionsregierung aus, die zwei Minister verblieben jedoch im Kabinett. Grund waren Streitigkeiten über die Modalitäten der bevorstehenden ersten gesamtdeutschen Bundestagswahl am 2. Dezember 1990. Am 15. August kündigte Ministerpräsident Lothar de Maizière die Entlassung einiger Minister an, denen er die Schuld an der wirtschaftlichen Misere in der DDR gab: Walter Romberg (SPD, Finanzen), Peter Pollack (parteilos, Ernährung Land- und Forstwirtschaft) und Gerhard Pohl (CDU, Wirtschaft). Daraufhin zog am 20. August die SPD ihre Minister und Staatssekretäre aus der Regierung ab und beendete die Koalition. In der Zwischenzeit vereinigten sich auch der Demokratische Aufbruch und die CDU und so trat ihr einziger Minister in die CDU über. Auch die DSU-Minister traten nach einem Parteitag Anfang Juli beide der CDU bei.
| Amt                                                           | Foto                                                                     | Name                                    | Partei                                                         | Partei | Parlamentarischer Staatssekretär bzw. Staatssekretär                |
| ------------------------------------------------------------- | ------------------------------------------------------------------------ | --------------------------------------- | -------------------------------------------------------------- | --- | ------------------------------------------------------------------- |
| Ministerpräsident                                             |                                                                          | Lothar de Maizière                      |                                                                | CDU | Günther Krause (CDU)                                                |
| Auswärtige Angelegenheiten                                    | Frank Tiesler (DSU) Kersten Radzimanowski (CDU) Helmut Domke (Parteilos) | Lothar de Maizière                      |                                                                | CDU |                                                                     |
| Stellvertreter des Ministerpräsidenten Innere Angelegenheiten |                                                                          | Peter-Michael Diestel                   | CDU                                                            | Peter Müller (Parteilos) Eberhard Stief (FDP) |                                                                     |
| Regionale und Kommunale Angelegenheiten                       |                                                                          | Manfred Preiß                           |                                                                | FDP | Jürgen Klingbeil (CDU)                                              |
| Wirtschaft                                                    |                                                                          | Gunter Halm kommissarisch               | FDP                                                            | Martin Dube (CDU) Gunter Halm (FDP) Dieter Prietzel (Parteilos) Stefan Körber (SPD)                                                                        |                                                                     |
| Finanzen                                                      |                                                                          | Werner Skowron kommissarisch            |                                                                | CDU | Werner Skowron (CDU) Martin Maaßen (FDP) Walter Siegert (Parteilos) |
| Handel und Tourismus                                          |                                                                          | Lothar Engel kommissarisch              |                                                                | Parteilos | Werner Jurich (Parteilos) Bruno Benthien (FDP)                      |
| Justiz                                                        |                                                                          | Manfred Walther kommissarisch           |                                                                | CDU | Reinhard Nissel (FDP) Manfred Walther (CDU)                         |
| Ernährung, Land- und Forstwirtschaft                          |                                                                          | Gottfried Haschke kommissarisch         | CDU                                                            | Gottfried Haschke (CDU) Michael Heinemann (CDU) Dieter Schwarze (Parteilos)                                                                                |                                                                     |
| Arbeit und Soziales                                           |                                                                          | Jürgen Kleditzsch kommissarisch         | CDU                                                            | Horst Kinitz (Parteilos) Fritz-Klaus Kochan (Parteilos) |                                                                     |
| Abrüstung und Verteidigung                                    |                                                                          | Rainer Eppelmann                        | CDU                                                            | Bertram Wieczorek (CDU) Frank Marczinek (Parteilos) Werner E. Ablaß (CDU)                                                                                  |                                                                     |
| Jugend und Sport                                              |                                                                          | Cordula Schubert                        | CDU                                                            | Horst Iske (Parteilos) Burkhard Eisoldt (CDU) |                                                                     |
| Familie und Frauen                                            |                                                                          | Christa Schmidt                         | CDU                                                            | Hans Geisler (CDU) Helga Kreft (CDU) |                                                                     |
| Gesundheitswesen                                              |                                                                          | Jürgen Kleditzsch                       | CDU                                                            | Thomas Schmidt (DSU) Horst Schönfelder (CDU) |                                                                     |
| Verkehr                                                       |                                                                          | Horst Gibtner                           | CDU                                                            | Manfred Dott (DSU) Bernd Rohde (CDU) Bernward Rechel (CDU)                                                                                                 |                                                                     |
| Umwelt, Naturschutz, Energie und Reaktorsicherheit            |                                                                          | Karl-Hermann Steinberg                  | CDU                                                            | Gerhard Behrendt (SPD) Uwe Pautz (Parteilos) Winfried Pickart (CDU)                                                                                        |                                                                     |
| Post- und Fernmeldewesen                                      |                                                                          | Hans-Jürgen Niehof kommissarisch        |                                                                | FDP | Hans-Jürgen Niehof (FDP)                                            |
| Bauwesen, Städtebau und Wohnungswirtschaft                    |                                                                          | Axel Viehweger (bis 28. September 1990) | FDP                                                            | Michael Bräuer (Parteilos) Franz-Josef Glotzbach (CDU) |                                                                     |
| Forschung und Technik                                         |                                                                          | Hans Joachim Meyer kommissarisch        |                                                                | CDU | Ernst-Hinrich Weber (CDU) Dieter Pötschke (SPD)                     |
| Bildung und Wissenschaft                                      | Hans Joachim Meyer                                                       | CDU                                     | Klaus Achtel (CDU) Dieter Reiher (Parteilos) Rainer Jork (CDU) | |                                                                     |
| Kultur                                                        |                                                                          | Herbert Schirmer                        | CDU                                                            | Udo Bartsch (CDU) Gabriele Muschter (Parteilos) |                                                                     |
| Medienpolitik                                                 |                                                                          | Gottfried Müller                        | CDU                                                            | Horst Schulz (CDU) Manfred Becker (SPD) |                                                                     |
| Wirtschaftliche Zusammenarbeit                                |                                                                          | Hans-Wilhelm Ebeling                    | CDU                                                            | Oswald Wutzke (CDU) Wolf-Dieter Graewe (Parteilos) |                                                                     |
| Amt des Ministerpräsidenten                                   |                                                                          | Klaus Reichenbach                       | CDU                                                            | Lothar Moritz (CDU) Gottfried Klepel (CDU) Petra Erler (Parteilos) Almuth Berger (Parteilos) Ausländerbeauftragte Matthias Gehler (CDU) Regierungssprecher |                                                                     |